# Vilhelm Andersson
Kletus Vilhelm "Wille" Andersson (Estocolm, 11 de març de 1891 – Estocolm, 17 de febrer de 1954) va ser un waterpolista i nedador suec que va competir durant el primer quart del segle xx. Era germà del també waterpolista Cletus Andersson.
En el seu palmarès destaquen dues medalles als Jocs Olímpics, sempre com a waterpolista. El 1912 a Estocolm guanyà la medalla de plata, mentre a Anvers, el 1920, guanyà la de bronze. El 1924 finalitzà en quarta posició en la competició de waterpolo.
Com a nedador va disputar proves en dos Jocs Olímpics. El 1908, a Londres, va disputar dues proves del programa de natació: els 400 i els 1500 metres lliures, però en ambdós casos fou eliminat en sèries. El 1912 va disputar la prova dels 1500 metres lliures, tornant a ser eliminat en sèries.